# Protocryphia secta
Protocryphia secta is een vlinder uit de familie van de uilen (Noctuidae). De wetenschappelijke naam van de soort werd voor het eerst geldig gepubliceerd in 1879 door Augustus Radcliffe Grote.